# Dolichopoda cyrnensis
Dolichopoda cyrnensis is een rechtvleugelig insect uit de familie grottensprinkhanen (Rhaphidophoridae). De wetenschappelijke naam van deze soort is voor het eerst geldig gepubliceerd in 1950 door Lucien Chopard.
1. ↑  (en) Dolichopoda cyrnensis op de IUCN Red List of Threatened Species.